# Guido Thielscher

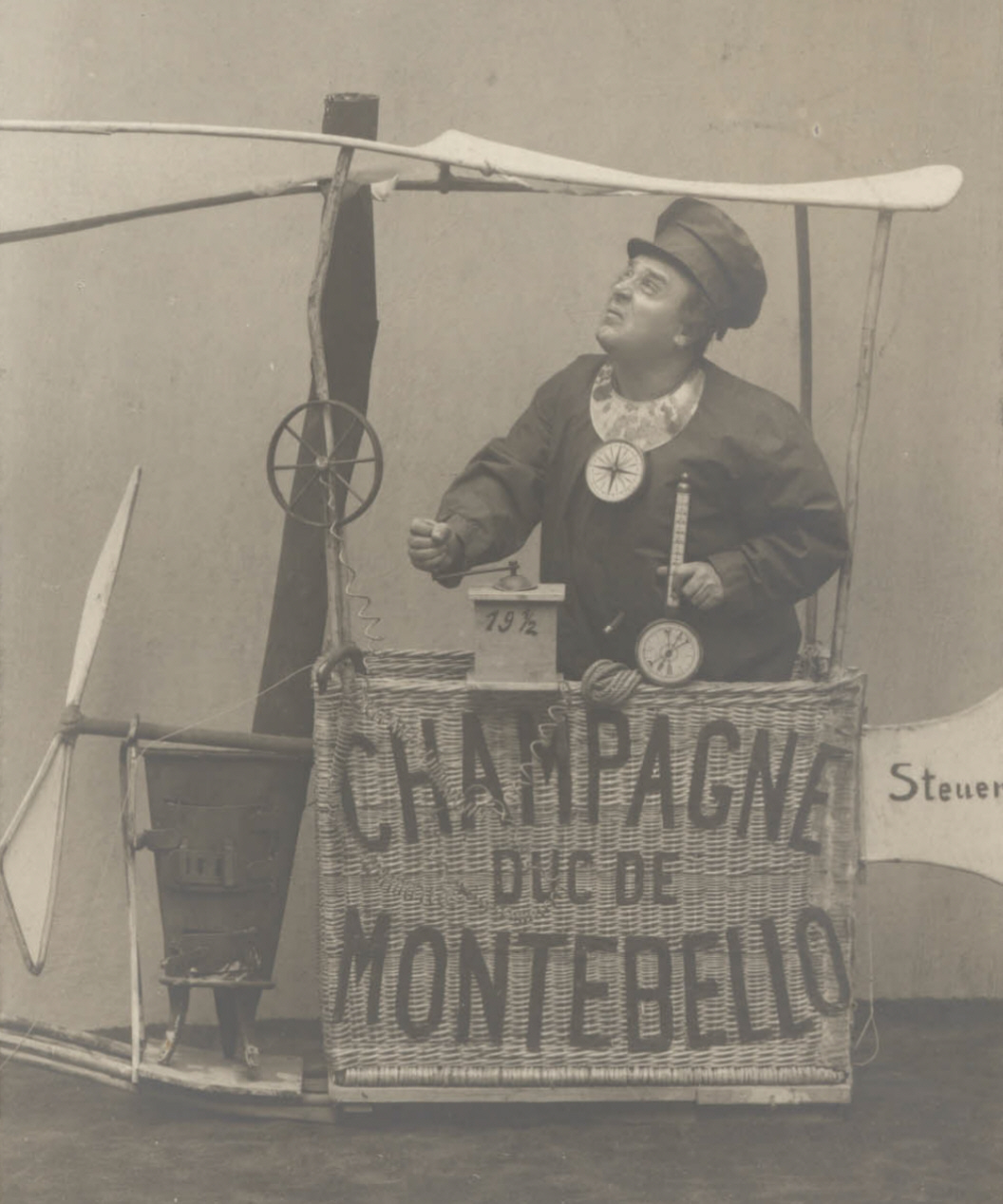
Guido Thielscher en la revista Halloh!, en el Metropol-Theater (1909)

Guido Thielscher (10 de septiembre de 1859 - 29 de junio de 1941) fue un humorista, cantante de cuplé, artista de cabaret y actor de nacionalidad alemana.

## Biografía
Nacido en Chorzów, en la actual Polonia, era hijo de un granjero. Se crio en Görlitz, y tras cumplir sus estudios fue a vivir a Berlín, donde trabajó casi toda su vida. Recibió su formación artística del famoso actor Heinrich Oberländer, recibiendo además clases de canto de Ferdinand Gumbert. Su primer compromiso artístico llegó en el año 1877 en el Belle-Alliance-Theater, actuando más adelante en el Central-Theater y el Thalia-Theater. En este último tuvo gran éxito con la comedia La tía de Carlos, pieza que interpretó cientos de veces y con la que viajó en gira. Durante su trayectoria en el Deutsches Theater de Berlín a partir de 1896, interpretó papeles en clásicos como Hamlet y Fausto, confirmándose como un solicitado y versátil artista.
Sin embargo, Thielscher pronto fue consciente de su capacidad para la comicidad, por lo que decidió dedicarse por completo a la farsa y la comedia. Así, empezó a llevar a cabo actuaciones cómicas, a menudo con interpretaciones cantadas, en los Teatros Thalia-Theater y Berliner Lustspielhaus. Sin embargo, celebró sus mayores éxitos, bajo la dirección de Rudolf Nelson, en el Metropol-Theater de Berlín, donde a lo largo de décadas actuó con artistas como Fritzi Massary (en Das muß man seh'n) y Claire Waldoff (en Woran wir denken). El director del Metropol, Richard Schulz, había pagado al director del Deutsches Theater, Otto Brahm, la considerable suma de 10.000 marcos para llevar a Thielscher a su local.
Sus actuaciones le llevaron a ser un precursor muy temprano de la figura del clásico comediante en vivo.
A principios del siglo XX, artistas como Arnold Rieck, Leo Peukert y Guido Herzfeld, tuvieron una carrera similar a la de Thielscher. Su enorme popularidad le llevó al cine, actuando ante la cámara gracias a su colega Paul Otto en 1915/1916 en algunas cintas ideadas por el propio Thielscher. Sin embargo, su interés artístico continuaba centrado en el escenario.
A principios de los años 1920, la actriz Marlene Dietrich, entonces con veinte años de edad, hizo su primera actuación como corista en su compañía teatral. El 27 de marzo de 1928 Thielscher hizo un programa de festival en el Lustspielhaus Berlin para celebrar, algo tardíamente, sus cincuenta años en Berlín. Thielscher siguió actuando, y con gran agilidad, hasta su vejez. Al cumplir los 75 años de edad decidió abandonar el escenario y dedicarse a su vida privada, y en 1938 publicó unas memorias, Erinnerungen eines alten Komödianten.

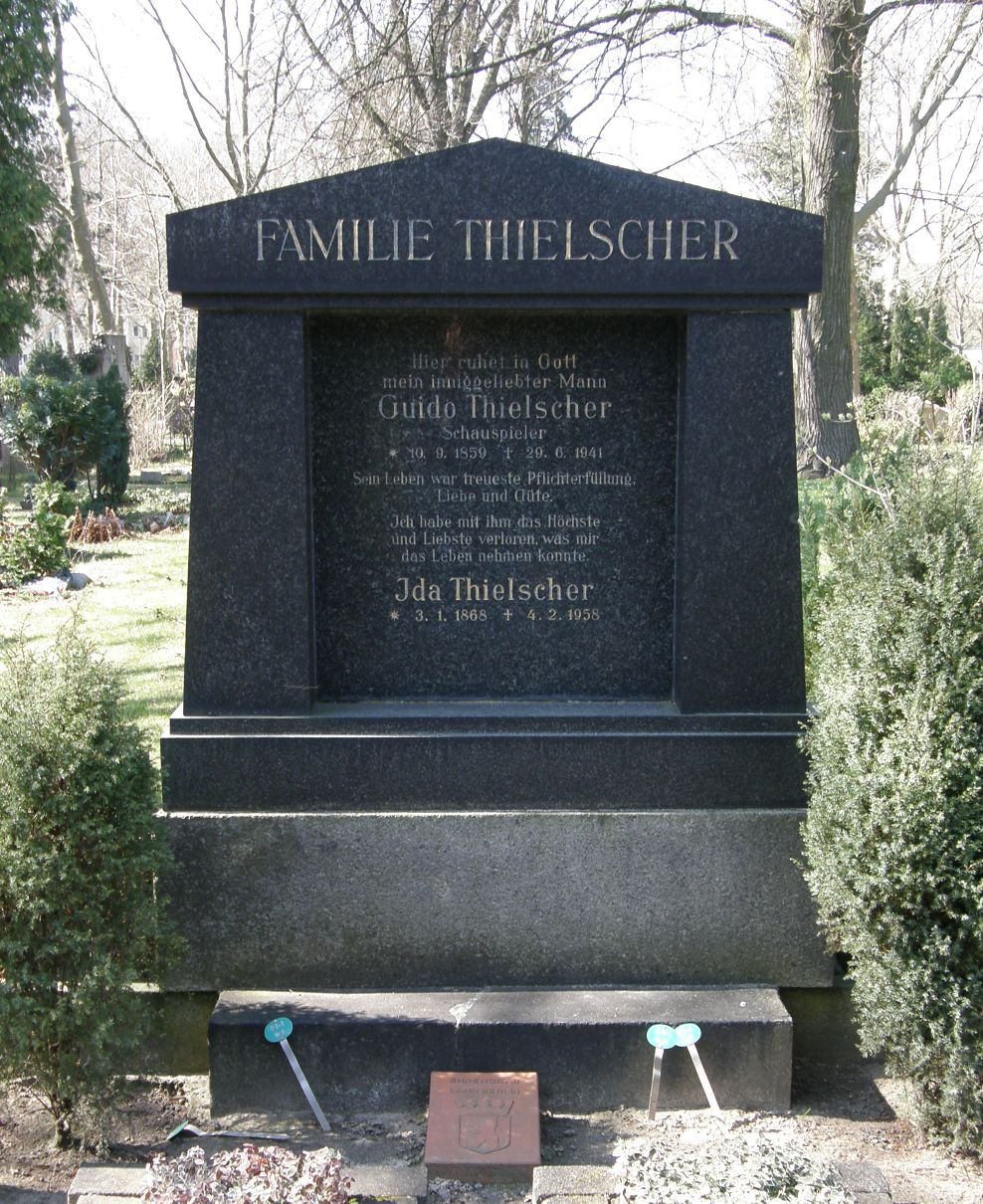
Tumba de Guido Thielscher en el berlinés Cementerio Wilmersdorf

Thielscher murió repentinamente en el año 1941 durante unas relejantes vacaciones en Szczawno-Zdrój, actualmente parte de Polonia. Fue enterrado en el Cementerio Wilmersdorf de Berlín.

## Filmografía (selección)
- 1915 : Guido im Paradies
- 1915 : Guido der Erste oder Der getäuschte Wurstfabrikant
- 1916 : Florians Tante
- 1916 : Theophrastus Paracelsus
- 1920 : Figaros Hochzeit